# ایستگاه وینفورد
ایستگاه وینفورد (انگلیسی: Wynford stop) یک ایستگاه قطار سبک شهری در حال ساخت در خط ۵ اگلینتون، بخشی از سیستم متروی تورنتو است.